# 蛇口通訊報

《蛇口通訊報》试刊第一号封面

《蛇口通訊報》是一份已经停刊的深圳周报，由招商局蛇口工业区主办，首任总编辑为韩耀根，次任张梦飞。

## 历史
1984年12月30日，试刊第一号发布，早期报版标题为《蛇口通訊》。创刊之初，时任蛇口工业区管委会主任袁庚曾對報紙总编辑說：“你们要充分发挥新闻监督的作用，要登批评文章，特别要登批评领导的文章”。
1985年2月28日，《蛇口通讯报》刊当署名甄明尼的读者公开信《该注重管理了——向袁庚先生进一言》，直接批评袁庚管理之下的工业区存在不少问题，当时报章对领导人的舆论监督批评仍有避忌，因此文章发表后，引起当时社会震动。文章刊登后，得到多份国内外报章转载。公开信更获得1985年度全国好新闻特等奖，自这次事件后，蛇口开了舆论监督的一个先河。
1988年，发生蛇口风波，1988年1月13日蛇口举行的“青年教育专家与蛇口青年座谈会”中，教育专家和蛇口青年就多个问题展开交锋。事后，教育专家不满青年的言论，写《“蛇口座谈会”始末》一文送予中央和有关领导，上报青年的“错误言论”。《蛇口通讯报》发表《蛇口：陈腐说教与现代意识的一次激烈交锋》和《我们和曲啸李燕杰还有哪些分歧》等文章反击教育专家，批评青年教育专家的思想陈腐，引起了社会上的热烈讨论。其后，海内外多家报刊相继作了报道或转载，甚至引起持续了半年多的争论。
1989年，北京发生八九学运，5月17日《蛇口通訊报》报社召开紧急会议，全体编辑和记者决定支持学运，并开展募捐活动。学运被镇压后，《蛇口通訊报》最终于1989年11月被下令停刊。